# SN 2010M
SN 2010M – supernowa typu IIn odkryta 13 stycznia 2010 roku w galaktyce A032137+2636. W momencie odkrycia miała maksymalną jasność 18,80m.